# Sameer Bhattacharya
Sameer Samuel Bhattacharya (ur. 31 sierpnia 1984 roku) – amerykański gitarzysta. Członek zespołu Flyleaf.
Na gitarze zaczął grać mając 15 lat. Razem z Jaredem Hartmannem grał w zespole Sporos. Kiedy ten się rozpadł, dołączyli do zespołu Lacey Mosley i Jamesa Culpeppera nazwanego później Flyleaf.